# Camptostoma
Camptostoma är ett fågelsläkte i familjen tyranner inom ordningen tättingar. Släktet omfattar endast två arter med vid utbredning i Nord- och Sydamerika, från Arizona och Texas i USA till norra Argentina:
- Nordlig dvärgtyrann (C. imberbe)
- Sydlig dvärgtyrann (C. obsoletum)